# G. I. Joe Renegátok
A G. I. Joe Renegátok (eredeti cím: G.I.Joe Renegades) 2010-től 2011-ig futott amerikai televíziós 2D-s számítógépes animációs sorozat, amelynek alkotói Whitney Champion és Matt Meeks. Az írói Henry Gilroy, Marty Isenberg és Greg Johnson, rendezői Nathan Chew, Kevin Altieri és Randy Myers, a zeneszerzői Jeff Eden Fair és Starr Parodi, a producerei Phil S. Crain és Therese Trujillo. A tévéfilmsorozat a Hasbro Studios gyártásában készült. Műfaját tekintve akciófilm-sorozat, kalandfilmsorozat és sci-fi filmsorozat. Amerikában 2010. november 26. és 2011. július 23. között a The Hub vetítette, Magyarországon a Megamax sugározta, és a Kiwi TV is műsorára tűzte.

## Ismertető
A renegátok emberei a G. I. Joe tagjai, akik el nem követet bűnök miatt lettek számkivetettek. Ők azért harcolnak, hogy a nevüket tisztára mossák. Közben harcolniuk kell a Cobra céggel, amely egy válogatott gazemberekből álló társaság, akiknek célja a világuralom megszerzése.

## Szereplők
- Prince
- Roadblock (Bolla Róbert)
- Scarlett (Németh Kriszta)
- Dr. Mindbender
- Lady Jaye
- Duke (Papp Dániel)
- Baroness (Solecki Janka)
- Destro (Maday Gábor)
- Cobra Commander (Forgács Gábor)

További magyar hangok:  Bodrogi Attila

## Más országokban
| Ország                    | Adó         | Premier            | A sorozat címe az adott országban |
| ------------------------- | ----------- | ------------------ | --------------------------------- |
| Amerikai Egyesült Államok | The Hub     | 2010. november 26. | G.I. Joe: Renegades               |
| Kanada                    | Teletoon    | 2011. január 9.    | G.I. Joe: Renegades               |
| Lengyelország             | teleTOON+   | 2011. október 1.   | G.I. Joe: Renegaci                |
| Portugália                | Panda Biggs | 2012. március 3.   | G.I. Joe: Renegades               |
| Olaszország               | Italia 1    | 2012. november 24. | G.I. Joe: Renegades               |